# Língua de sinais de Bura
A língua de sinais de Bura ou  língua gestual de Bura é a língua de sinais (pt: língua gestual) usada pela comunidade surda de Bura, na Nigéria. Ela não tem relação com a língua de sinais nigeriana.